# Yitong-floden
Yitongfloden (Traditionel kinesisk 伊通河) er en flod i provinsen Jilin i det nordlige Kina. Den løber gennem provinshovedstaden Changchun.
Yitong har sit udspring i det autonome amt Yitong Manchu i det centrale Jilin, og løber mod nord gennem byerne Changchun og Dehui, og løber ud i floden Yinma der er en af Songhuas forgreninger. Den er 342 kilometer lang og har et afvandingsareal på 8.440 km2. Under Nord- og Syd-dynastiernes tid i den kinesiske historie havde kongeriget Buyeo et slot ved Yitong.
44°46′06″N 125°41′22″Ø / 44.768333°N 125.689444°Ø